# Dasineura pulvini
Dasineura pulvini är en tvåvingeart som först beskrevs av Jean-Jacques Kieffer 1891.  Dasineura pulvini ingår i släktet Dasineura och familjen gallmyggor. Inga underarter finns listade i Catalogue of Life.